# Musa lolodensis
Musa lolodensis là một loài thực vật có hoa trong họ Musaceae. Loài này được Cheesman miêu tả khoa học đầu tiên năm 1950.